# 기타칸바라군

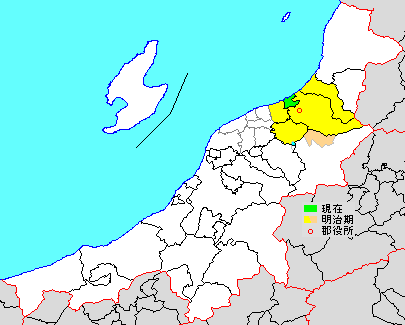
기타칸바라 군의 위치

기타칸바라군(일본어: 北蒲原郡, きたかんばらぐん)은 일본 니가타현의 군이다.
인구 13,977명, 면적 37.58km², 인구밀도 372명/km².(2025년 3월 1일, 추계인구)
이하 1정으로 구성된다.
- 세이로정(聖籠町)

## 군역
1879년 행정 구역으로 발족 당시의 군역은 위의 1촌 외에 아래 구역에 해당한다.
- 시바타시
- 다이나이시
- 아가노시의 대부분
- 니가타시의 일부
  - 기타구의 대부분
  - 히가시구의 일부
- 히가시칸바라군 아가정의 일부

## 개요
1878년에 제정된 군구정촌 편제법에 의해서 구 간바라군을 기타칸바라군, 나카칸바라군, 히가시칸바라군, 니가타구, 니시칸바라군, 미나미칸바라군의 6개로 분할해 성립하였다.
덧붙여 옛 군 관공서는 시바타 본촌(현 시바타시)에 놓였다.

## 역사
- 1889년 4월 1일 - 정촌제 시행으로, 아래의 정촌이 발족.(3정 73촌)

- 아카사카촌(赤坂村):현 아가노시, 고센시
- 야스다촌(安田村): 현 아가노시
- 고케촌(小浮村): 현 아가노시
- 야시로다촌(社田村): 현 아가노시
- 호리코시촌(堀越村): 현 아가노시
- 고지마촌(小島村): 현 아가노시
- 교가세촌(京ヶ瀬村): 현 아가노시
- 고마바야시촌(駒林村): 현 아가노시
- 안노촌(安野村): 현 아가노시
- 스이바라정(水原町): 현 아가노시
- 오무로촌(大室村): 현 아가노시
- 데유촌(出湯村): 현 아가노시
- 사사오카촌(笹岡村): 현 아가노시
- 덴진즈카촌(天神塚村): 현 아가노시
- 야마쿠라촌(山倉村): 현 아가노시, 시바타시
- 고시오카촌(越岡村): 현 니가타시
- 오쿠보촌(大久保村): 현 니가타시
- 미쓰모리촌(三森村): 현 니가타시
- 나가바촌(長場村): 현 니가타시
- 가메우라촌(亀浦村): 현 니가타시
- 가야마촌(嘉山村): 현 니가타시
- 구즈즈카촌(葛塚村):현 니가타시
- 오타고야촌(太田古屋村): 현 니가타시
- 니고리카와촌(濁川村): 현 니가타시
- 도야촌(鳥屋村): 현 니가타시
- 시마자키촌(島崎村): 현 니가타시
- 사사야마촌(笹山村): 현 니가타시
- 사사키촌(佐々木村): 현 시바타시
- 도리고야촌(鳥興野村): 현 시바타시
- 미노시마촌(蓑島村): 현 시바타시
- 나카우라촌(中浦村): 현 시바타시
- 덴노촌(天王村): 현 시바타시
- 아라하시촌(荒橋村): 현 시바타시
- 혼다촌(本田村): 현 시바타시
- 아라카와촌(荒川村): 현 시바타시
- 마쓰우라촌(松浦村): 현 시바타시
- 시바타정(新発田町):현 시바타시
- 시바타혼촌(新発田本村):현 시바타시
- 이지미노촌(五十公野村): 현 시바타시
- 나이다케촌(内竹村): 현 시바타시
- 요네쿠라촌(米倉村): 현 시바타시
- 아카다니촌(赤谷村): 현 시바타시
- 시마즈카촌(島塚村): 현 시바타시
- 나카이촌(中井村): 현 시바타시
- 세이로촌(聖籠村): 현 세이로정
- 하스노촌(蓮野村): 현 세이로정
- 하스가타신덴(蓮潟新田):현 세이로정
- 후지이촌(藤井村): 현 세이로정, 니가타시
- 사루하시촌(猿橋村): 현 시바타시
- 마쓰가사키하마촌(松ヶ崎浜村):현 니가타시
- 미나미하마촌(南浜村): 현 니가타시
- 가메시로촌(亀代村): 현 세이로정
- 오미야촌(大宮村): 현 시바타시
- 이타즈촌(板津村): 현 시바타시
- 구스가와촌(楠川村): 현 시바타시
- 이시다촌(石田村): 현 시바타시
- 구라미쓰촌(蔵光村): 현 시바타시
- 스가다니촌(菅谷村): 현 시바타시
- 가지촌(加治村): 현 시바타시
- 가미다테촌(上舘村): 현 시바타시
- 이즈미촌(泉村): 현 시바타시
- 나카가와촌(中川村): 현 시바타시
- 시운지촌(紫雲寺村): 현 시바타시
- 오시마촌(大島村): 현 시바타시
- 가나즈카촌(金塚村): 현 시바타시
- 나카조정(中条町):현 다이나이시
- 혼조촌(本条村): 현 다이나이시
- 시바하시촌(柴橋村): 현 다이나이시
- 마쓰쓰카촌(松塚村): 현 시바타시, 다이나이시
- 쓰이지촌(築地村): 현 다이나이시
- 호리키리촌(堀切村): 현 다이나이시
- 기노토촌(乙村): 현 다이나이시
- 요코타촌(横田村): 현 다이나이시
- 구로카와촌(黒川村): 현 다이나이시
- 쓰보에촌(坪江村): 현 다이나이시
- 쓰즈미사카촌(鼓坂村): 현 다이나이시

- 1890년
  - 3월 7일 - 구스가와촌이 개칭하여 다케노마타촌(竹ノ俣村)이 됨.
  - 3월 14일 - 야시로다촌이 개칭하여 분다촌(分田村)이 됨.
  - 8월 22일 - 사사키촌의 일부가 오타고야촌에 편입.
- 1891년 6월 5일 - 고케촌이 개칭하여 야마토촌(大和村)이 됨.
- 1894년 5월 18일 - 하스가타신덴이 개칭하여 하스가타촌(蓮潟村)이 됨.
- 1901년 11월 1일 - 아래의 정촌 통합이 시행되었다. 호리키리촌의 분할편입 외에는 모두 신설합병이다.(4정 37촌)

- 시바타정 ← 시바타정, 시바타혼촌
- 나카조정 ← 나카조정, 시바하시촌, 혼조촌
- 스이바라정 ← 스이바라정, 안노촌
- 구즈즈카정(葛塚町) ← 구즈즈카촌, 오타고야촌, 가야마촌(일부)
- 이지미노촌 ← 이지미노촌, 나이다케촌
- 고누마촌(鴻沼村) ← 시마즈카촌, 나카이촌
- 마쓰우라촌 ← 마쓰우라촌, 아라카와촌
- 가와히가시촌(川東村) ← 오미야촌, 이타즈촌, 다케노마타촌, 이시다촌
- 스가다니촌 ← 스가다니촌, 구라미쓰촌
- 야스다촌 ← 야스다촌, 아카사카촌, 야마토촌
- 사사키촌 ← 사사키촌, 도리고야촌, 미노시마촌
- 교가세촌 ← 교가세촌, 고마바야시촌, 고지마촌
- 사사오카촌 ← 사사오카촌, 오무로촌, 데유촌
- 가미야마촌(神山村) ← 덴진즈카촌, 야마쿠라촌
- 나가우라촌(長浦村) ← 나가바촌, 가메우라촌, 가야마촌(일부)
- 오카가타촌(岡方村) ← 오쿠보촌, 미쓰모리촌, 고시오카촌
- 나카우라촌 ← 나카우라촌, 덴노촌, 아라하시촌
- 가지촌 ← 가지촌, 가미다테촌, 이즈미촌, 나카가와촌
- 시운지촌 ← 시운지촌, 오시마촌
- 기노토촌 ← 기노토촌, 요코타촌
- 구로카와촌 ← 구로카와촌, 쓰보에촌, 쓰즈미사카촌
- 호리키리촌의 일부가 쓰이지촌, 잔여부가 가나즈카촌에 분할편입.

- 1906년 4월 1일(4정 32촌)
  - 세이로촌·하스노촌·하스가타촌 및 후지이촌의 일부가 합병하여, 새로이 세이로촌이 발족.
  - 시마자키촌·도야촌·사사야마촌 및 후지이촌의 일부가이 합병하여 기자키촌(木崎村)이 발족.
- 1940년 8월 1일 - 고누마촌이 시바타정에 편입.(4정 31촌)
- 1943년 5월 1일 - 사루하시촌이 시바타정에 편입.(4정 30촌)
- 1947년 1월 1일 - 시바타정이 시제 시행으로 시바타시(新発田市)가 되어, 군에서 이탈.(3정 30촌)
- 1954년
  - 4월 5일 - 마쓰가사키하마촌이 니가타시에 편입.(3정 29촌)
  - 11월 1일 - 미나미하마촌·니고리카와촌이 니가타시에 편입.(3정 27촌)
- 1955년
  - 3월 31일(4정 15촌)
    - 세이로촌·가메시로촌이 합병하여, 새로이 세이로촌이 발족.
    - 시운지촌·마쓰쓰카촌의 일부가 합병하여 시운지정(紫雲寺町)이 발족.
    - 마쓰쓰카촌의 잔여부가 쓰이지촌에 편입.
    - 나카우라촌·혼다촌이 합병하여 후쿠시마촌(福島村)이 발족.
    - 이지미노촌·마쓰우라촌·요네쿠라촌·아카다니촌·가와히가시촌·스가다니촌이 시바타시에 편입.
    - 구즈즈카정·기자키촌·오카가타촌이 합병하여 도요사카정(豊栄町)이 발족.

  - 4월 15일 - 스이바라정·호리코시촌·분다촌이 합병하여, 새로이 스이바라정이 발족.(4정 13촌)
  - 7월 1일 - 후쿠시마촌이 개칭하여 도요우라촌(豊浦村)이 됨.
  - 7월 20일 - 가지촌·가나즈카촌이 합병하여 가지카와촌(加治川村)이 발족.(4정 12촌)
  - 10월 20일 - 가지카와촌의 일부가 나카조정에 편입.
- 1956년
  - 3월 1일 - 가지카와촌의 일부가 시바타시에 편입.
  - 9월 30일(4정 10촌)
    - 사사오카촌·가미야마촌이 합병하여 사사카미촌(笹神村)이 발족.
    - 나카조정·기노토촌이 합병하여, 새로이 나카조정이 발족.
- 1958년 10월 10일 - 사사카미촌의 일부가 스이바라정에 편입.
- 1959년
  - 4월 10일 - 사사키촌이 시바타시에 편입.(4정 9촌)
  - 7월 22일 - 나가우라촌이 도요사카정에 편입.(4정 8촌)
- 1960년 4월 1일 - 야스다촌이 정제 시행으로 야스다정(安田町)이 됨.(5정 7촌)
- 1967년 1월 1일 - 쓰이지촌이 나카조정에 편입.(5정 6촌)
- 1970년 11월 1일 - 도요사카정이 시제 시행으로 도요사카시(豊栄市)가 되어, 군에서 이탈.(4정 6촌)
- 1973년 11월 1일 - 도요우라촌이 정제 시행으로 도요우라정(豊浦町)이 됨.(5정 5촌)
- 1977년 8월 1일 - 세이로촌이 정제 시행으로 세이로정(聖籠町)이 됨.(6정 4촌)
- 2003년 7월 7일 - 도요우라정이 시바타시에 편입.(5정 4촌)
- 2004년 4월 1일 - 스이바라정·야스다정·교가세촌·사사카미촌이 합병하여 아가노시(阿賀野市)가 되어, 군에서 이탈.(3정 2촌)
- 2005년
  - 5월 1일 - 시운지정·가지카와촌이 시바타시에 편입.(2정 1촌)
  - 9월 1일 - 나카조정·구로카와촌이 합병하여 다이나이시(胎内市)가 발족, 군에서 이탈.(1정)

## 같이 보기
- 간바라군
- 나카칸바라군
- 히가시칸바라군
- 니시칸바라군
- 미나미칸바라군